# Liste des chapelles de l'Allier
La liste des chapelles de l'Allier présente les chapelles de culte catholique situées sur le territoire des communes du départements français de l'Allier.
Il est fait état des diverses protections dont elles peuvent bénéficier, et notamment les inscriptions et classements au titre des monuments historiques.
Toutes sont situées dans le diocèse de Moulins.

## Liste
| Chapelle                                                                | Commune                   | Adresse | Coordonnées                      | Notice         | Protection | Date | Illustration                                             |
| ----------------------------------------------------------------------- | ------------------------- | ------- | -------------------------------- | -------------- | ---------- | ---- | -------------------------------------------------------- |
| Chapelle du Pingon                                                      | Agonges                   |         | 46° 36′ 36″ nord, 3° 08′ 00″ est |                |            |      | Image manquante Téléverser                               |
| Chapelle Saint-Roch d'Ainay-le-Château                                  | Ainay-le-Château          |         | 46° 42′ 45″ nord, 2° 41′ 19″ est |                |            |      | Chapelle Saint-Roch d'Ainay-le-Château                   |
| Chapelle Saint-Jacques des Biefs                                        | Arfeuilles                |         | 46° 07′ 01″ nord, 3° 47′ 42″ est |                |            |      | Image manquante Téléverser                               |
| Chapelle du château du Réray                                            | Aubigny                   |         | 46° 40′ 35″ nord, 3° 09′ 44″ est |                |            |      | Chapelle du château du Réray                             |
| Chapelle de la Tour Pourçain                                            | Barrais-Bussolles         |         | 46° 17′ 32″ nord, 3° 43′ 45″ est | « PA00092983 » | Inscrit MH | 1937 | Image manquante Téléverser                               |
| Chapelle de Bussolles                                                   | Barrais-Bussolles         |         | 46° 15′ 56″ nord, 3° 40′ 52″ est |                |            |      | Image manquante Téléverser                               |
| Chapelle du Buis                                                        | Bert                      |         | 46° 19′ 35″ nord, 3° 44′ 28″ est |                |            |      | Image manquante Téléverser                               |
| Chapelle de la maison de retraite Saint-Joseph de Bourbon-l'Archambault | Bourbon-l'Archambault     |         | 46° 35′ 02″ nord, 3° 03′ 25″ est |                |            |      | Image manquante Téléverser                               |
| Chapelle de la maladrerie de Saint-Lazare                               | Bourbon-l'Archambault     |         | 46° 34′ 45″ nord, 3° 04′ 15″ est |                |            |      | Image manquante Téléverser                               |
| Chapelle du prieuré de Vernouillet                                      | Bourbon-l'Archambault     |         | 46° 35′ 33″ nord, 3° 02′ 58″ est |                |            |      | Image manquante Téléverser                               |
| Sainte-Chapelle de Bourbon-l'Archambault                                | Bourbon-l'Archambault     |         | 46° 35′ 17″ nord, 3° 03′ 31″ est |                |            |      | Sainte-Chapelle de Bourbon-l'Archambault                 |
| Chapelle Notre-Dame des Vernusses                                       | Bresnay                   |         | 46° 25′ 18″ nord, 3° 14′ 50″ est |                |            |      | Image manquante Téléverser                               |
| Chapelle de la maison de retraite de Bourgneuf                          | Chantelle                 |         | 46° 14′ 29″ nord, 3° 09′ 39″ est |                |            |      | Image manquante Téléverser                               |
| Ancienne chapelle privée de Châtelperron                                | Châtelperron              |         | 46° 23′ 46″ nord, 3° 38′ 24″ est |                |            |      | Ancienne chapelle privée de Châtelperron                 |
| Chapelle Giraudet de la Chaume-Petite                                   | Cressanges                |         | 46° 28′ 54″ nord, 3° 10′ 55″ est |                |            |      | Image manquante Téléverser                               |
| Chapelle Sainte-Madeleine de Chez-Laire                                 | Cusset                    |         | 46° 06′ 25″ nord, 3° 30′ 38″ est |                |            |      | Image manquante Téléverser                               |
| Chapelle Dubois de Cérilly                                              | Cérilly                   |         | 46° 37′ 01″ nord, 2° 48′ 35″ est |                |            |      | Image manquante Téléverser                               |
| Chapelle oratoire Saint-Abdon de Domérat                                | Domérat                   |         | 46° 22′ 11″ nord, 2° 31′ 15″ est |                |            |      | Image manquante Téléverser                               |
| Chapelle du château de Franchesse                                       | Franchesse                |         | 46° 38′ 14″ nord, 3° 03′ 34″ est |                |            |      | Image manquante Téléverser                               |
| Chapelle Saint-Pierre du Châtelard                                      | Hyds                      |         | 46° 14′ 59″ nord, 2° 49′ 22″ est |                |            |      | Image manquante Téléverser                               |
| Chapelle Saint-Étienne d'Hérisson                                       | Hérisson                  |         | 46° 30′ 43″ nord, 2° 42′ 08″ est | « PA00093113 » | Classé MH  | 1986 | Image manquante Téléverser                               |
| Chapelle du Calvaire de Hérisson                                        | Hérisson                  |         | 46° 30′ 23″ nord, 2° 42′ 47″ est |                |            |      | Chapelle du Calvaire de Hérisson                         |
| Chapelle Notre-Dame de Reugny                                           | Laféline                  |         | 46° 19′ 03″ nord, 3° 10′ 32″ est | « PA00132791 » | Inscrit MH | 1994 | Chapelle Notre-Dame de Reugny                            |
| Chapelle Saint-Léger du château de Lapalisse                            | Lapalisse                 |         | 46° 14′ 54″ nord, 3° 38′ 18″ est |                |            |      | Chapelle Saint-Léger du château de Lapalisse             |
| Chapelle Saint-Mayeul du prieuré de la Bouteille                        | Le Brethon                |         | 46° 34′ 21″ nord, 2° 41′ 20″ est | « PA00093024 » | Inscrit MH | 1929 | Chapelle Saint-Mayeul du prieuré de la Bouteille         |
| Chapelle Saint-Hilaire du Donjon                                        | Le Donjon                 |         | 46° 21′ 23″ nord, 3° 46′ 54″ est |                |            |      | Image manquante Téléverser                               |
| Chapelle Saint-Martin du Donjon                                         | Le Donjon                 |         | 46° 19′ 53″ nord, 3° 46′ 07″ est |                |            |      | Image manquante Téléverser                               |
| Chapelle Saint-François du Mayet-de-Montagne                            | Le Mayet-de-Montagne      |         | 46° 04′ 20″ nord, 3° 40′ 08″ est |                |            |      | Image manquante Téléverser                               |
| Chapelle Notre-Dame-de-la-Salette du Vernet                             | Le Vernet                 |         | 46° 06′ 33″ nord, 3° 27′ 41″ est |                |            |      | Chapelle Notre-Dame-de-la-Salette du Vernet              |
| Chapelle Saint-Mayol du Veurdre                                         | Le Veurdre                |         | 46° 45′ 25″ nord, 3° 01′ 54″ est | « PA00093337 » | Classé MH  | 1974 | Image manquante Téléverser                               |
| Chapelle du château de la Forêt de Viry de Liernolles                   | Liernolles                |         | 46° 24′ 34″ nord, 3° 48′ 31″ est |                |            |      | Image manquante Téléverser                               |
| Chapelle Sainte-Radegonde de Sainte-Radegonde (Mayenne)                 | Molinet                   |         | 46° 29′ 02″ nord, 3° 55′ 53″ est |                |            |      | Chapelle Sainte-Radegonde de Sainte-Radegonde (Mayenne)  |
| Chapelle des Parisiens de Molinet                                       | Molinet                   |         | 46° 27′ 39″ nord, 3° 54′ 38″ est |                |            |      | Image manquante Téléverser                               |
| Chapelle de Ciernat                                                     | Montaigu-le-Blin          |         | 46° 16′ 56″ nord, 3° 30′ 14″ est |                |            |      | Image manquante Téléverser                               |
| Chapelle des Mineurs de Montcombroux-les-Mines                          | Montcombroux-les-Mines    |         | 46° 21′ 04″ nord, 3° 41′ 09″ est |                |            |      | Chapelle des Mineurs de Montcombroux-les-Mines           |
| Chapelle Saint-Louis de Montluçon                                       | Montluçon                 |         | 46° 20′ 25″ nord, 2° 36′ 20″ est | « PA00093165 » | Inscrit MH | 1926 | Chapelle Saint-Louis de Montluçon                        |
| Chapelle du Sacré-Cœur de Montluçon                                     | Montluçon                 |         | 46° 20′ 28″ nord, 2° 36′ 25″ est |                |            |      | Chapelle du Sacré-Cœur de Montluçon                      |
| Ancienne chapelle Saint-Jean-Baptiste de Montluçon                      | Montluçon                 |         | 46° 19′ 24″ nord, 2° 36′ 34″ est |                |            |      | Image manquante Téléverser                               |
| Chapelle Sainte-Marguerite-Marie-Alacoque de Montluçon                  | Montluçon                 |         | 46° 20′ 14″ nord, 2° 35′ 15″ est |                |            |      | Image manquante Téléverser                               |
| Chapelle de la Visitation                                               | Moulins                   |         | 46° 34′ 08″ nord, 3° 19′ 47″ est | « PA00093212 » | Classé MH  | 1928 | Chapelle de la Visitation                                |
| Chapelle Sainte-Claire de Moulins                                       | Moulins                   |         | 46° 34′ 04″ nord, 3° 20′ 00″ est | « PA00093189 » | Inscrit MH | 1947 | Chapelle Sainte-Claire de Moulins                        |
| Chapelle du Carmel de Moulins                                           | Moulins                   |         | 46° 34′ 23″ nord, 3° 19′ 32″ est |                |            |      | Image manquante Téléverser                               |
| Chapelle de la Maison Saint-Paul de Moulins                             | Moulins                   |         | 46° 33′ 31″ nord, 3° 19′ 08″ est |                |            |      | Image manquante Téléverser                               |
| Chapelle de l'hôpital de Moulins                                        | Moulins                   |         | 46° 34′ 15″ nord, 3° 19′ 42″ est |                |            |      | Image manquante Téléverser                               |
| Chapelle de l'ancienne institution du Sacré-Cœur de Moulins             | Moulins                   |         | 46° 34′ 18″ nord, 3° 19′ 38″ est |                |            |      | Image manquante Téléverser                               |
| Chapelle de Nazareth des Champins                                       | Moulins                   |         | 46° 32′ 56″ nord, 3° 19′ 58″ est |                |            |      | Image manquante Téléverser                               |
| Chapelle du lycée Saint-Benoît de Moulins                               | Moulins                   |         | 46° 33′ 47″ nord, 3° 19′ 45″ est |                |            |      | Image manquante Téléverser                               |
| Chapelle du monastère de la Visitation de Moulins                       | Moulins                   |         | 46° 33′ 59″ nord, 3° 20′ 36″ est |                |            |      | Chapelle du monastère de la Visitation de Moulins        |
| Chapelle du pensionnat Notre-Dame de Moulins                            | Moulins                   |         | 46° 34′ 05″ nord, 3° 19′ 46″ est |                |            |      | Image manquante Téléverser                               |
| Chapelle Saint-François de Moulins                                      | Moulins                   |         | 46° 33′ 56″ nord, 3° 20′ 21″ est |                |            |      | Image manquante Téléverser                               |
| Chapelle Notre-Dame de Moulins                                          | Moulins                   |         | 46° 34′ 05″ nord, 3° 19′ 47″ est |                |            |      | Chapelle Notre-Dame de Moulins                           |
| Chapelle du Bon-Pasteur de Moulins                                      | Moulins                   |         | 46° 34′ 17″ nord, 3° 19′ 57″ est |                |            |      | Chapelle du Bon-Pasteur de Moulins                       |
| Chapelle du château de Chatignoux                                       | Murat                     |         | 46° 23′ 10″ nord, 2° 54′ 16″ est |                |            |      | Image manquante Téléverser                               |
| Chapelle de la Madeleine de Moulins                                     | Neuvy                     |         | 46° 33′ 32″ nord, 3° 19′ 04″ est |                |            |      | Image manquante Téléverser                               |
| Chapelle Saint-Joseph de Néris-les-Bains                                | Néris-les-Bains           |         | 46° 16′ 34″ nord, 2° 39′ 20″ est |                |            |      | Chapelle Saint-Joseph de Néris-les-Bains                 |
| Chapelle Notre-Dame-de-la Miséricorde de Grand-Beaumont                 | Pouzy-Mésangy             |         | 46° 43′ 22″ nord, 3° 00′ 14″ est |                |            |      | Image manquante Téléverser                               |
| Chapelle Saint-Jean-Baptiste de Coursage                                | Quinssaines               |         | 46° 17′ 55″ nord, 2° 30′ 26″ est |                |            |      | Image manquante Téléverser                               |
| Chapelle de la Busserie de Rocles                                       | Rocles                    |         | 46° 26′ 40″ nord, 3° 00′ 51″ est |                |            |      | Image manquante Téléverser                               |
| Chapelle du château de Coulombière                                      | Saint-Aubin-le-Monial     |         | 46° 32′ 17″ nord, 3° 00′ 59″ est |                |            |      | Image manquante Téléverser                               |
| Chapelle Notre-Dame-de-la-Salette de Saint-Clément                      | Saint-Clément             |         | 46° 03′ 29″ nord, 3° 42′ 09″ est |                |            |      | Image manquante Téléverser                               |
| Chapelle Sainte-Agathe de Saint-Désiré                                  | Saint-Désiré              |         | 46° 29′ 58″ nord, 2° 27′ 46″ est | « PA00093265 » | Inscrit MH | 1971 | Chapelle Sainte-Agathe de Saint-Désiré                   |
| Ancienne chapelle du château de Saint-Germain-des-Fossés                | Saint-Germain-des-Fossés  |         | 46° 12′ 13″ nord, 3° 25′ 58″ est |                |            |      | Ancienne chapelle du château de Saint-Germain-des-Fossés |
| Chapelle des Guillermets de Saint-Léon                                  | Saint-Léon                |         | 46° 23′ 37″ nord, 3° 42′ 46″ est |                |            |      | Image manquante Téléverser                               |
| Chapelle du château de Clusors                                          | Saint-Menoux              |         | 46° 35′ 32″ nord, 3° 09′ 18″ est |                |            |      | Image manquante Téléverser                               |
| Chapelle Notre-Dame de Briailles                                        | Saint-Pourçain-sur-Sioule |         | 46° 18′ 10″ nord, 3° 19′ 47″ est | « PA03000052 » | Inscrit MH | 2016 | Chapelle Notre-Dame de Briailles                         |
| Chapelle Notre-Dame de Saint-Prix                                       | Saint-Prix                |         | 46° 14′ 27″ nord, 3° 39′ 40″ est |                |            |      | Image manquante Téléverser                               |
| Chapelle Saint-Rémy de Saint-Sauvier                                    | Saint-Sauvier             |         | 46° 24′ 15″ nord, 2° 19′ 58″ est | « PA00125272 » | Inscrit MH | 1993 | Chapelle Saint-Rémy de Saint-Sauvier                     |
| Chapelle du Verger                                                      | Saint-Voir                |         | 46° 24′ 26″ nord, 3° 31′ 11″ est | « PA00093293 » | Classé MH  | 1989 | Image manquante Téléverser                               |
| Chapelle de la Brosse                                                   | Servilly                  |         | 46° 17′ 23″ nord, 3° 36′ 13″ est |                |            |      | Image manquante Téléverser                               |
| Chapelle de l'Ermitage de Theneuille                                    | Theneuille                |         | 46° 36′ 43″ nord, 2° 54′ 31″ est |                |            |      | Image manquante Téléverser                               |
| Chapelle Notre-Dame de Chazeuil                                         | Varennes-sur-Allier       |         | 46° 19′ 42″ nord, 3° 23′ 24″ est |                |            |      | Image manquante Téléverser                               |
| Chapelle des Missions de Vichy                                          | Vichy                     |         | 46° 07′ 42″ nord, 3° 25′ 13″ est |                |            |      | Chapelle des Missions de Vichy                           |
| Chapelle du Sacré-Cœur de Vichy                                         | Vichy                     |         | 46° 07′ 52″ nord, 3° 25′ 02″ est |                |            |      | Chapelle du Sacré-Cœur de Vichy                          |
| Chapelle des Franciscaines de Vichy                                     | Vichy                     |         | 46° 07′ 19″ nord, 3° 25′ 31″ est |                |            |      | Image manquante Téléverser                               |
| Chapelle de l'hôpital de Vichy                                          | Vichy                     |         | 46° 07′ 24″ nord, 3° 26′ 00″ est |                |            |      | Chapelle de l'hôpital de Vichy                           |
| Chapelle des Ailes de Vichy                                             | Vichy                     |         | 46° 08′ 48″ nord, 3° 24′ 38″ est |                |            |      | Image manquante Téléverser                               |
| Chapelle du Sacré-Cœur de l'école Jeanne-d'Arc de Vichy                 | Vichy                     |         | 46° 07′ 19″ nord, 3° 25′ 32″ est |                |            |      | Image manquante Téléverser                               |
| Chapelle de Poliet                                                      | Villebret                 |         | 46° 17′ 23″ nord, 2° 37′ 00″ est |                |            |      | Image manquante Téléverser                               |
| Chapelle Saint-Sulpice de Polier                                        | Villebret                 |         | 46° 17′ 23″ nord, 2° 37′ 00″ est |                |            |      | Image manquante Téléverser                               |
| Chapelle du château de Pont-Lung                                        | Ygrande                   |         | 46° 35′ 03″ nord, 2° 58′ 49″ est |                |            |      | Image manquante Téléverser                               |
| Chapelle Sainte-Anne de Sainte-Anne (Allier)                            | Ygrande                   |         | 46° 33′ 23″ nord, 2° 53′ 41″ est |                |            |      | Image manquante Téléverser                               |
| Chapelle Saint-Roch de Saint-Roch (Allier)                              | Ygrande                   |         | 46° 33′ 24″ nord, 2° 56′ 31″ est |                |            |      | Image manquante Téléverser                               |
| Chapelle du château du Châtelard                                        | Ébreuil                   |         | 46° 07′ 43″ nord, 3° 02′ 43″ est | « PA00093091 » | Inscrit MH | 1982 | Chapelle du château du Châtelard                         |